# Simulium oviceps
Simulium oviceps är en tvåvingeart som beskrevs av Edwards 1933. Simulium oviceps ingår i släktet Simulium och familjen knott. Inga underarter finns listade i Catalogue of Life.